# Чаштана (Західні Кшатрапи)
Кхаштана — правитель саків (Західні Кшатрапи) у північно-західній Індії. Також був сатрапом Удджайна.